# 나옹 (로켓단 삼인방)
로켓단 삼인방의 나옹(영어: Meowth, 일본어: ニャース 냐스[*])은《포켓몬스터》에 등장하는 포켓몬이자, 악당이다.

## 프로필
- 출생지 : 관동 지방
- 직업 : 로켓단원
- 등장 시기 : 무인편~W까지 모두 등장함.

## 기본 정보
- 로켓단에 소속되어 있는 수컷 나옹이다. 지우의 피카츄를 잡으려 하고 있다.
- 다른 포켓몬들과 달리 사람의 말을 할 수 있다.
- 로사와 로이의 파트너. 또한 로사와 로이는 나옹의 트레이너가 아니라 동료이며, 엄밀히 말하면 로켓단 소속의 포켓몬인 셈이다. 이 때문에 방송 시작 당시 로켓단 간부 후보였던 로사와 로이와 동등한 정도의 인물이었다고 생각하는 것이 타당하다. 베스트 위시에서도 하나 지방에 가는 것을 허용한 것도 그 때문으로 생각된다.
- 단어의 곳곳에 "~ 나옹"이 혼합한다. 가끔 자신이 포켓몬이라는 것을 잊고 로사 일행에게 지적된 기억이 있다. 털실 뭉치를 좋아하고, 물에 담근 미트볼을 싫어한다.
- 원래는 로켓단의 보스 비주기의 애완동물이었지만 잇따른 실패로 인해 애완동물의 자리를 페르시온에 빼앗겼다고 생각되고 있었지만, 실은 처음부터 비주기의 애완 동물은 페르시온이었고 나옹 자신은 무엇의 총애도받지 않았다는 것을 나중에 알게 된다(71화~). 페르시온 자체에 대해 심한 증오심을 가지고있다.
- 말을 기억하는데 힘을 다 썼기 때문에 진화하고 새로운 기술을 기억할 수 없게 되었다. 사용하는 기술은 "마구할퀴기"만 사용하였다.
- 다른 포켓몬의 말을 알기 때문에 로사 일행에게 그것을 통역하는 경우가 많다. 그러나 우주에서 온 포켓몬이나 고대 포켓몬 등의 일부 포켓몬의 말은 통역할 수 없다. 또 다른 포켓몬에 조종되면서도 억지로 말하게 되는 일이 (독파리와 테오키스 등), 어떤 패턴도 그간의 기억은 없다. "사람의 말을 할 줄 아는 나옹"이라고하는 것으로, 첫 대면시 오박사와 오바람, 빛나가 매우 놀라, 잡을 뻔한 적도 있었다. 덧붙여 극중에서는 나옹 이외에도 사람의 말을 말할 포켓몬이 등장하는 것도 있지만 그 포켓몬들은 원래 지능이 높거나 에스퍼 타입 포켓몬이라서 텔레파시를 사용할 수 있기 때문이다.
- 포켓몬이 얽힌 에피소드에서는 포켓몬끼리 공감하여 부드러운 인간미가 있는 일면을 보여준다. 당초 야생이었던 에나비에게 사랑에 빠져, 자신들이 만약 지우 일행에게 당해서 함께 날려지면 불쌍하다고 생각하여 일부러 도망치게 해준 적이 있다.
- 사랑하는 대상은 포켓몬 뿐만 아니라 인간이었던 적도 있다. 43화에서 한약방 딸이 자신이 고열로 쓰러져 있을 때 도와 준 것을 계기로 눈에 반한 적이 있다.
- DP 178화에서도 나옹마를 사랑하고 로사와 로이를 이용하여 몬스터볼을 빼앗아 나옹마와 도망을 치지만, 지우와 로사 일행에게 발각된다. 이 때 나옹은 굉장한 전투력을 발휘하고, 지우의 찌르호크와 빛나의 토게키스를 쓰러뜨리고, 더불어 초염몽과 세비퍼, 메가자리를 압도하고 "디아루가나 펄기아는 강하지만 두렵지 않다 "라는 말이 크게 나올 정도였지만, 무스틈니의 씨앗 기관총을 받았을 때 나옹마가 몬냥이로 진화해 버려, 쇼크로 사랑이 식어 단번에 약해져 버렸다.
- BW 44화에서는 쌔비냥을 좋아하였으나, 사실 그 쌔비냥은 수컷이었다.
- 초기 나옹은 귀 가장자리가 흰색 이었지만, 애니메이션이 시작에 맞춰 가장자리가 어두워졌다. 한 번 깜짝 희게 된 적이 있다.
- 다른 포켓몬 변장 때 해루미로 변장하는 경우가 많아, 본인도 상당히 좋아하는 모습.
- 포켓몬 콘테스트 황금 대회 2차 심사에서는 로사가 나옹을 사용, "변신"을 사용하여 해루미, 킬리아, 고래왕로 변신했다. 그러나 고래왕으로 변신하고 있었을 때, 손톱을 내고 구멍을 뚫어 정체가 발각되어 로사는 부정 행위로 실격됐다.
- BW는 로사와 로이와 마찬가지로 은밀한 행동 때는 검은 코트와 모자, 선글라스를 착용한다. 악역다움이 매우 강해진 로사와 로이에 비하면 나옹은 그다지 변하지 않았다.
- BW 43~46화에서는 로켓단의 전략의 일환으로 로켓단에서 해고되었다고 속여 지우 일행과 일시적으로 함께 여행을 했다[1]. 이때 아이리스가 나옹을 잡으려 했지만, "잡힐 생각은 없다"고 거부했다. 지우 일행과 함께 다니는 동안 종종 몬스터 볼로 잡히게 되거나 다른 포켓몬의 기술을 받아 낭패를 보는 등 코믹한 면을 많이 보이고 있었다. 또한 네고시에이터를 자칭하여 포켓몬끼리 협상에 착수하게 된다. 이 반대로 세게 긁어 돌려 결국 사태를 악화시킬 수도 있었다. 로켓단에 소속 시에 맛있는 요리 생각을 많이 해왔기 때문인지 덴트의 요리를 좋아하고 있으며, BW 45화에서는 "맛있는 것을 먹을 수 있어서 행복하다옹"이라고 말하고있다 (본심 여부 불명). 또한 지우일행과 같이 다니는 동안에 엔딩 캐스트에서 로이 일행을 공백 사이에 두어 방영되었다.
- XY 19화에서 칼라마네로에게 세뇌를 당할 때 자해하여 그 고통으로 의식을 유지해서 빠져나와 지우 일행에게 이를 알리나 그동안의 행적으로 인하여 지우 일행은 이를 믿지 못한다. 그러나 마담X와 조종당한 로사와 로이가 등장하여 피카츄를 납치하자 지우일행도 피카츄를 구하기 위해 나옹과 협력하고 시트론 남매와 세레나까지 세뇌를 당하자 지우에게 마구할퀴기를 써서 의식을 유지시켰다. 세뇌가 풀린 이후에는 언제나 그랬듯이 칼라마네로의 행동과 울음소리를 통역하였다.

## 약력
- 원래는 시골에서 태어나 얼마 후 버려진 야생 나옹이었다. 어느 날 영화 상영회에서 본 영화의 나옹이 아이스크림과 프라이드 치킨을 먹는 걸 보고 동경하여, 도시로 나왔다. 그래서 좋아하게 된 암컷 나옹이  "인간이라면 좋아하게 된다"고 말해 인간에게나 가능한 이족 보행이나 사람의 말을 훈련을 하고 그것들을 기억하였다. 하지만 고백했을 때 "서거나 말하거나 하는 포켓몬은 소름이 끼친다."고 말하여, 나쁜 마음을 품어 로켓단에 입단. 로사와 로이와 함께 악당의 길로 향한다(72화 참조).
- AG에서는 로켓단이 활동하지 않는 호연 지방으로 임무를 수행하려 하나 실패하고 DP에서 비주기에게 존재를 잊고 있었지만, 갤럭시단과 포켓몬 사냥꾼 J의 물리침을 자신들의 공훈이라고 허위 보고하여, DP 마지막회에서는 비주기에게로 돌아온다.
- BW에서는 비주기에게서 스스로 하나 지방 잠입 임무를 로사, 로이와 함께 주어진다. "하나 지방 이외의 포켓몬을 데리고 있으면 눈에 띈다"는 이유로 하나 지방의 포켓몬만을 사용하도록 지시되고 다른 포켓몬(마자용, 선인왕, 세비퍼, 흉내내, 무스틈니, 메가자리)이 맡겨진 가운데 나옹만은 하나 지방에 가는 것을 허용했다.
- BW 43~46화까지 로켓단에서 해고된 것으로 가장하고 지우 일행과 동행했다. 뇌문시티에 도착한 BW 47화에서 지우 일행에 숨어 있다가 진정한 목적인 "뇌문시티 포켓몬 센터에서 포켓몬 강탈" 작전을 실행. 본성을 드러낸다. 그러나 작전은 피카츄의 저항과 지우 일행의 활약에 의해 실패하고 나옹은 다시 로켓단에 돌아왔다.